# Tom Skerritt

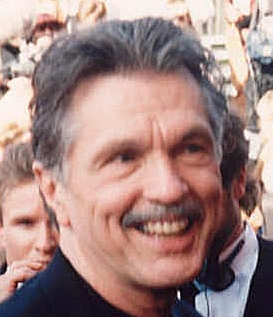
Skerritt en 1994

Thomas Roy Skerritt (Detroit, Míchigan, 25 de agosto de 1933), más conocido como Tom Skerritt, es un actor estadounidense.
Su debut en televisión fue en 1962 en la serie Combat!. Su debut en el cine fue con la película War Hunt (1962), producida por Terry Sanders.
En 1966, apareció en la serie El fugitivo con David Janssen, en el papel de Pete, en el episodio Joshua's Kingdom, un alguacil despedido por ser irresponsable y acosar a Ruth (Kim Darby), una adolescente que había tenido un bebé y su padre Joshua (Harry Townes) la consideraba una vergüenza, apoyado en ciertos versículos de La Biblia interpretados a su manera.
Las películas más importantes en las que ha aparecido son M*A*S*H (1970), Alien (1979), Top Gun (1986) y Magnolias de acero (1989). También ha participado en la serie de televisión Picket Fences.
Fue coprotagonista en la película Poltergeist III, estrenada en junio de 1988. Skerritt se mudó a Seattle, Washington en 1988.
Siguió interpretando sólidos papeles en los años 1990, protagonizando El río de la vida (1992) de Robert Redford y Contacto (1997) de Robert Zemeckis, junto a Jodie Foster y Matthew McConaughey. Más recientemente, protagonizó el drama de guerra estadounidense Field of Lost Shoes (2014), interpretando a Ulysses S. Grant.
Simultáneamente a su nutrida carrera cinematográfica, Skerritt tuvo grandes éxitos en la pequeña pantalla. Fue invitado en The Real McCoys y también apareció en series como Combat!,  Bonanza, Gunsmoke, Cheers y Picket Fences, por la que ganó un premio Emmy en 1993. En 2006 interpretó al fallecido patriarca William Walker en la serie de ABC Brothers and Sisters y ese mismo año tuvo un rol protagónico en la miniserie de ABC Fallen. También ha aparecido en Homeland Security, The Grid, Leverage y The Good Wife, entre muchas otras.

## Filmografía

### Películas
| Año  | Título                            | Personaje                             |
| ---- | --------------------------------- | ------------------------------------- |
| 1962 | War Hunt                          | Sgt. Stan Showalter                   |
| 1964 | One Man's Way                     | Leonard Peal                          |
| 1965 | Those Calloways                   | Whit Turner                           |
| 1970 | MASH                              | Capt. Augustus Bedford 'Duke' Forrest |
| 1971 | Dos hombres contra el Oeste       | John Buckman                          |
| 1971 | Harold and Maude                  | Oficial de policía                    |
| 1972 | Fuzz                              | Det. Bert Kling                       |
| 1974 | Ladrones como nosotros            | Dee Mobley                            |
| 1974 | Joe y Margherito                  | Margherito                            |
| 1974 | Big Bad Mama                      | Fred Diller                           |
| 1975 | La lluvia del diablo              | Tom Preston                           |
| 1976 | Madama, La                        | Rick Dylan                            |
| 1977 | The Turning Point                 | Wayne                                 |
| 1978 | Up in Smoke                       | Strawberry                            |
| 1978 | Castillos de hielo                | Marcus Winston                        |
| 1979 | Alien                             | Dallas                                |
| 1981 | Un verano peligroso               | Howard Anderson                       |
| 1981 | Savage Harvest                    | Casey                                 |
| 1981 | Silence of the North              | Walter Reamer                         |
| 1982 | Fighting Back                     | John D'Angelo                         |
| 1983 | The Dead Zone                     | Sheriff George Bannerman              |
| 1986 | Top Gun                           | Comandante Mike 'Viper' Metcalf       |
| 1986 | SpaceCamp                         | Zach Bergstrom                        |
| 1986 | Opposing Force                    | Logan                                 |
| 1986 | Wisdom                            | Lloyd Wisdom                          |
| 1986 | The parent trap II                | William “Bill” Grand                  |
| 1987 | Maid to Order                     | Charles Montgomery                    |
| 1987 | The Big Town                      | Phil Carpenter                        |
| 1988 | Honor Bound                       | Sam Cahill                            |
| 1988 | Poltergeist III                   | Bruce Gardner                         |
| 1989 | Big Man on Campus                 | Dr. Webster                           |
| 1989 | Magnolias de acero                | Drum Eatenton                         |
| 1990 | The Rookie                        | Eugene Ackerman                       |
| 1992 | Poison Ivy                        | Darryl Cooper                         |
| 1992 | Jaque al asesino                  | Capt. Frank Sedman                    |
| 1992 | Wild Orchid 2: Two Shades of Blue | Ham McDonald                          |
| 1992 | A River Runs Through It           | Reverendo Maclean                     |
| 1992 | Singles                           | Mayor Weber                           |
| 1997 | Contact                           | David Drumlin                         |
| 1997 | Separados por el odio             | Steve Riordan                         |
| 1998 | Smoke Signals                     | Jefe de policía                       |
| 1999 | The Other Sister                  | Dr. Radley Tate                       |
| 2001 | Texas Rangers                     | Richard Dukes                         |
| 2002 | Tuscaloosa                        |                                       |
| 2002 | Changing Hearts                   | Johnny Pinkley                        |
| 2002 | Greenmail                         | Tom Bradshaw                          |
| 2003 | Lágrimas del sol                  | Capitán Bill Rhodes                   |
| 2003 | Swing                             | George Verdi                          |
| 2006 | Bonneville                        | Emmett                                |
| 2007 | The Velveteen Rabbit              | Horse                                 |
| 2008 | Beer for My Horses                | Sheriff Wilson Landry                 |
| 2009 | Whiteout                          | Dr. John Fury                         |
| 2009 | For Sale by Owner                 | Clive Farrier                         |
| 2009 | Rivers of a Lost Coast            | Narrador                              |
| 2010 | Redemption Road                   | Santa                                 |
| 2012 | Ted                               | Él mismo                              |
| 2014 | Field of Lost Shoes               | Ulysses S. Grant                      |
| 2016 | A Hologram for the King           | Ron                                   |
| 2017 | Lucky                             | Fred                                  |